# Petrus Johannes Schotel

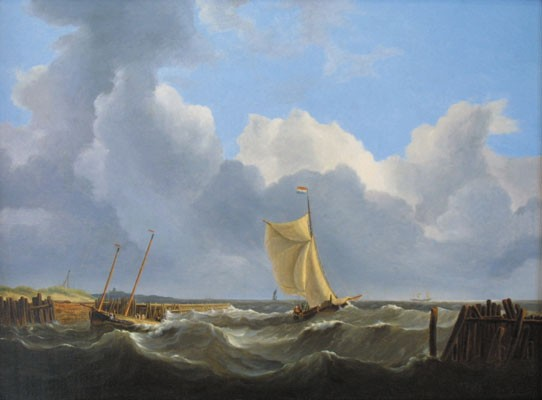
Schepen voor de kust, op de achtergrond een schoener

Petrus Johannes (Jan) Schotel (Dordrecht, 11 november 1808 – Dresden, 23 juli 1865) was een Nederlands kunstschilder. Hij was een navolger van de klassieke Hollandse School. In allerlei musea in Nederland zijn werken van hem te vinden, met name scheepsportretten en zeegezichten.
P.J. Schotel is in Dordrecht geboren als de zoon van zeeschilder Johannes Christiaan Schotel. Hij had de talenten van zijn vader die zijn leermeester was in het schildersvak. De vroegere schilderijen van Jan zijn minder helder en vooral veel dramatischer. De bruin- en grijstinten overheersen. Reizen naar Frankrijk in 1827/28 en in 1829 maakten dat zijn schilderwerk een wat warmer karakter kreeg. In 1830 ging hij werken als tekeninstructeur voor het Koninklijk Instituut voor de Marine te Medemblik. Jan was een expert waar het ging om technische en historische details van schepen. In 1850 verliet hij de dienst in Medemblik en vestigde zich voor enkele jaren in Kampen, waarna hij in 1860 naar Düsseldorf, destijds een kunstenaarscentrum, vertrok.
Op 7 juli 1831 trouwde Jan in Zutphen met Marie Victoire De Veye, dochter van een officier. De kinderen van het paar kregen de talenten van hun ouders mee, dochter Petronella Elisabeth Schotel (1834-1917) werd kunstschilderes.
In 1860 ging Jan Schotel in Dresden wonen. In 1865 overleed hij daar.
- Biografisch Portaal: 79034408
- Digitale Bibliotheek voor de Nederlandse Letteren: scho211
- Gemeinsame Normdatei: 115876936
- International Standard Name Identifier: 0000 0000 8247 172X
- Nederlandse Thesaurus van Auteursnamen: 069979952
- RKD-Nederlands Instituut voor Kunstgeschiedenis: 71060
- Union List of Artist Names: 500005281
- Virtual International Authority File: 62288946
- WorldCat: E39PBJgXd866DRrFXVcTH6gR8C